# Minden meghal (X-akták)
A Minden meghal az X-akták című amerikai sci-fi sorozat negyedik évadának első epizódja, melyet Chris Carter írt.

## Cselekmény
Mulder és Scully elkeseredetten próbálják megvédeni Jeremiah Smith testi épségét. Nemcsak azért mert a férfi a kapocs egy kolonizációs tervhez, hanem mert gyógyító képességei Mulder számára is értékesek lennének, hogy anyjának segíthessen. Sikerül ideiglegesen megszabadulni a földönkívüli Fejvadásztól, ám az nem adja fel és a nyomukba szegődik. Smith elvezeti Muldert egy távoli, elszigetelt gazdaságba. Fox meglepetten látja, hogy a farmon élő kislányok mind húgának, Samanthának a hasonmásai. Smith elmondja a megdöbbent ügynöknek, hogy ezek a gyerekek az ún. dolgozók. Mielőtt azonban részletesen beszámolhatna a kolonizációs tervről, felbukkan a Fejvadász. Mulder ezúttal képtelen segíteni Jeremiah-nak.
Ezalatt Washingtonban Scully tovább nyomoz Smith személyazonossága után. Kiderül, hogy öt, egymásra megszólalásig hasonlító Jeremian Smith van és az elmúlt években nyilvántartásba vettek minden embert. De vajon kinek a parancsára? És miért? A Cigarettázó Férfi és Elder (lásd a Félemberek című epizódot) eközben rájönnek, hogy X az a titokzatos ember, aki belső információkat szivárogtat ki Muldernek. Ezért követni kezdik minden lépését és egy alkalommal végeznek vele. X-nek még annyi ereje marad, hogy saját vérével leírja a SRSG betűket (Special Representative to the Secretary General, azaz az ENSZ főtitkárának különleges képviselője).
Mulder csalódottan tér vissza és mivel anyja még mindig súlyos állapotban van, Fox felkeresi az ENSZ főtitkárának különleges megbízottja irodáját, ahol annak helyettesével találkozik. A titokzatoskodó hivatalnok azonban tagadja, hogy tudomásuk lenne bármiféle farmról, ami megfelelne Mulder leírásának. Miközben a nő ezeket mondja, átad Muldernek egy borítékot, amelyben a farmról készült fényképfelvételek találhatóak.
A Cigarettázó Férfi ekkor meglepő lépésre szánja el magát, mert mint hangoztatja: az a legveszélyesebb ellenség, akinek már nincs mit vesztenie. A földönkívüli Fejvadász különleges feladatot kap: gyógyítsa meg Mulder édesanyját.
Fejvadász: Tudnom kell, miért kell ezt megtennem.

Cigarettázó Férfi: Hogy folytatódjon a munka. Hogy megvalósíthassuk a tervünket. És eltávolítsuk az akadályokat.
Fejvadász: Mik lennének azok?
Cigarettázó Férfi: Természetesen Mulder ügynök. Ha az anyja meghalna, bizonyára..
Fejvadász: Mi lenne?
Cigarettázó Férfi: Tudja, akinek semmije nem maradt, az a legveszedelmesebb ellenfél... és tudja, hogy Mulder milyen fontos a mi egyenletünkben.

## Bennfentes
- Ebben az epizódban lép színre Mulder harmadik informátora (az ENSZ főtitkárának különleges képviselőjének helyettese), Marita Covarrubias, miután X meghal.
- Az eredeti epizódcím „Herrenvolk”, német szó, jelentése „felsőbbrendű faj”. Adolf Hitler a II. világháború során hívta életre ezt a programot, hogy szőke és kék szemű árja harcosokat hozzon létre.
- A Samantha Mulder-t alakító színésznőt, Vanessa Morley-t, megcsípte egy méh a forgatás során, amikor a méhkaptárba léptek be.